# Karen Kurreck
Karen Kurreck (Urbana, Illinois, 13 de juny de 1962) va ser una ciclista estatunidenca especialista en les proves contrarellotge. Del seu palmarès destaca el Campionat del Món d'aquesta especialitat el 1994.

## Palmarès
- 1993
  - Vencedora d'una etapa al Bisbee Tour
- 1994
  -  Campiona del món en contrarellotge
- 1995
  - Vencedora de 2 etapes a la Women's Challenge
- 1996
  - 1a a la Volta a Bohèmia i vencedora d'una etapa
  - Vencedora d'una etapa al Tour de Toona
- 1997
  - 1a la Gran Premi de Frankfurt
  - Vencedora de 2 etapes a la Women's Challenge
  - Vencedora d'una etapa a la Volta a Turíngia
- 1998
  - Vencedora d'una etapa al Redlands Bicycle Classic
- 1999
  - Vencedora de 2 etapes al Tour de Snowy
- 2000
  - Vencedora d'una etapa a la Women's Challenge